# 32532 Thereus
32532 Thereus è un asteroide centauro. Scoperto nel 2001, presenta un'orbita caratterizzata da un semiasse maggiore pari a 10,6219753 UA e da un'eccentricità di 0,1987913, inclinata di 20,37800° rispetto all'eclittica.
L'asteroide è dedicato a Tereo, uno dei Centauri della mitologia greca.